# Эскубес
Эскубе́с (фр. Escoubès) — коммуна во Франции, находится в регионе Аквитания. Департамент — Атлантические Пиренеи. Входит в состав кантона Пе-де-Морлаас и дю Монтанерес. Округ коммуны — По.
Код INSEE коммуны — 64208.

## География

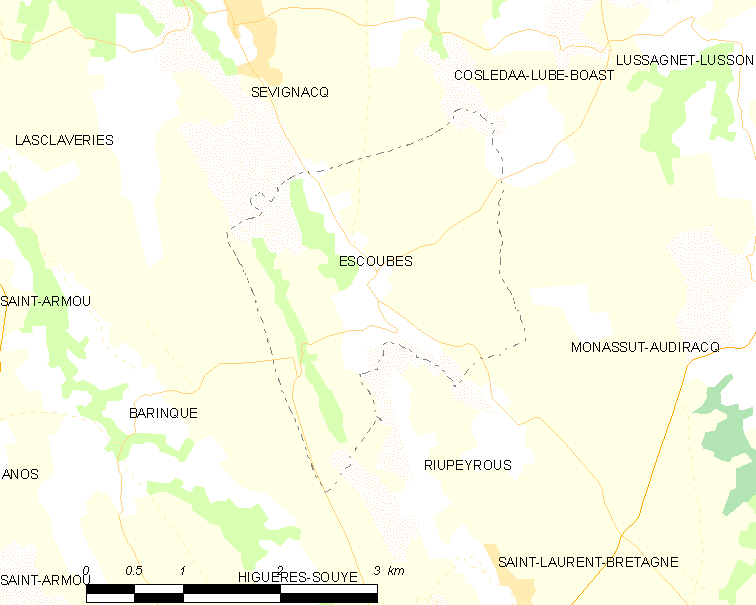
Карта коммуны

Коммуна расположена приблизительно в 640 км к югу от Парижа, в 160 км южнее Бордо, в 17 км к северо-востоку от По.

### Климат
Климат тёплый океанический. Зима мягкая, средняя температура января — от +5°С до +13°С, температуры ниже −10 °C бывают редко. Снег выпадает около 15 дней в году с ноября по апрель. Максимальная температура летом порядка 20-30 °C, выше 35 °C бывает очень редко. Количество осадков высокое, порядка 1100 мм в год. Характерна безветренная погода, сильные ветры очень редки.

## Население
| Год  | Численность | Численность |
| ---- | ----------- | ----------- |
| 2013 | 375         |             |
| 2015 | 395         | [ 8 ]       |
| 2016 | 411         | [ 9 ]       |
| 2017 | 411         | [ 10 ]      |
| 2018 | 419         | [ 11 ]      |
| 2019 | 425         | [ 12 ]      |
| 2020 | 427         | [ 13 ]      |
| 2021 | 433         | [ 14 ]      |
| 2022 | 424         | [ 4 ]       |

## Администрация
| Период | Период | Фамилия        | Партия | Примечания |
| ------ | ------ | -------------- | ------ | ---------- |
| 1995   | 2008   | Жерар Трюбессе |        |            |
| 2008   | 2014   | Моник Менвьель |        |            |
| 2014   | 2020   | Жан-Пьер Жанте |        |            |

## Экономика
В 2010 году среди 209 человек трудоспособного возраста (15-64 лет) 170 были экономически активными, 39 — неактивными (показатель активности — 81,3 %, в 1999 году было 78,5 %). Из 170 активных жителей работали 156 человек (85 мужчин и 71 женщина), безработных было 14 (8 мужчин и 6 женщин). Среди 39 неактивных 14 человек были учениками или студентами, 14 — пенсионерами, 11 были неактивными по другим причинам.
В 2010 году в муниципалитете насчитывалось 127 облагаемых домохозяйств, в которых проживали 356,0 лиц, медиана доходов выносила 16 209 евро на одного потребителя

## Достопримечательности
- Церковь Св. Германа Осерского (XII век)[17]

## Фотогалерея

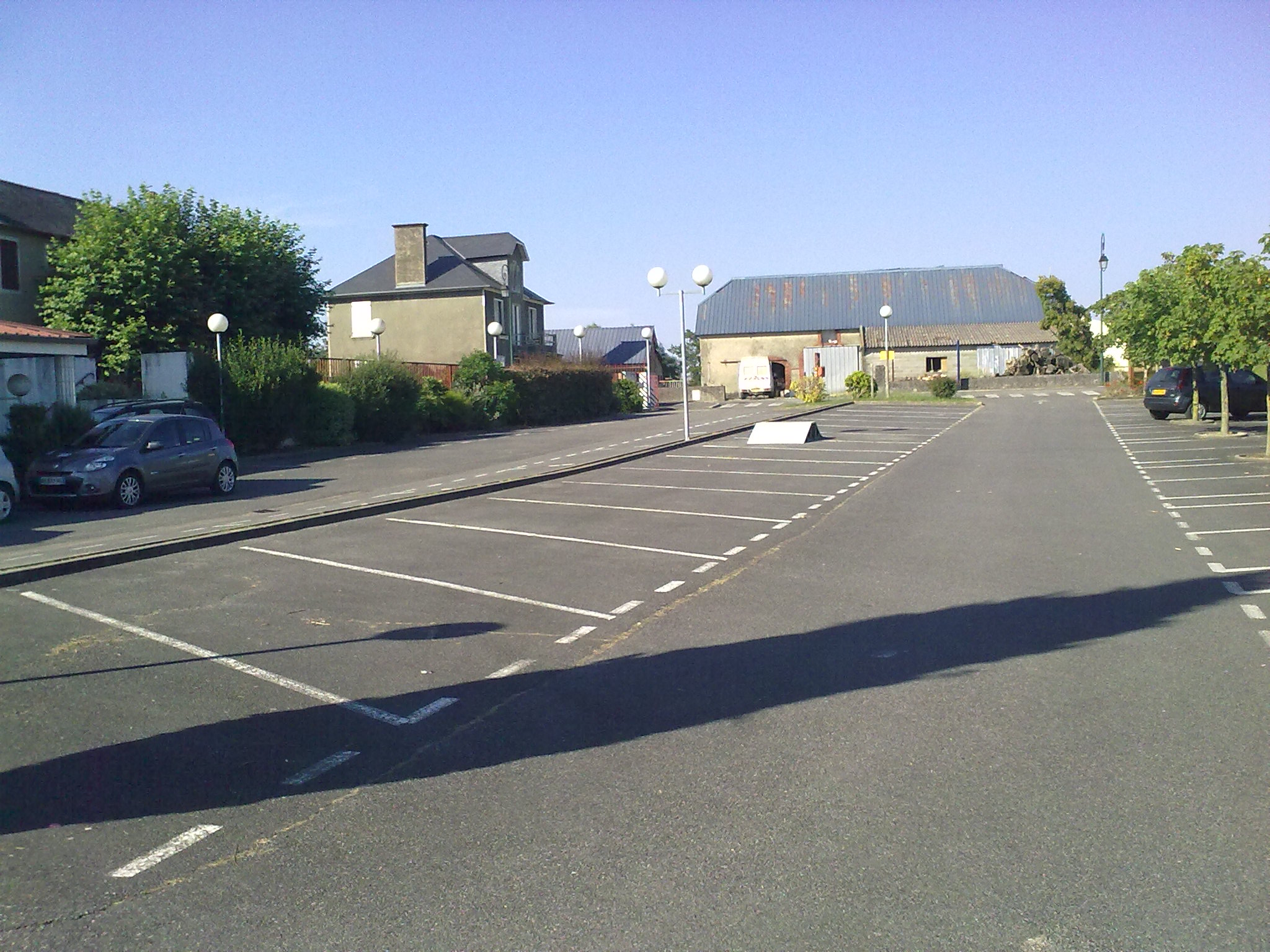
Ратушная площадь
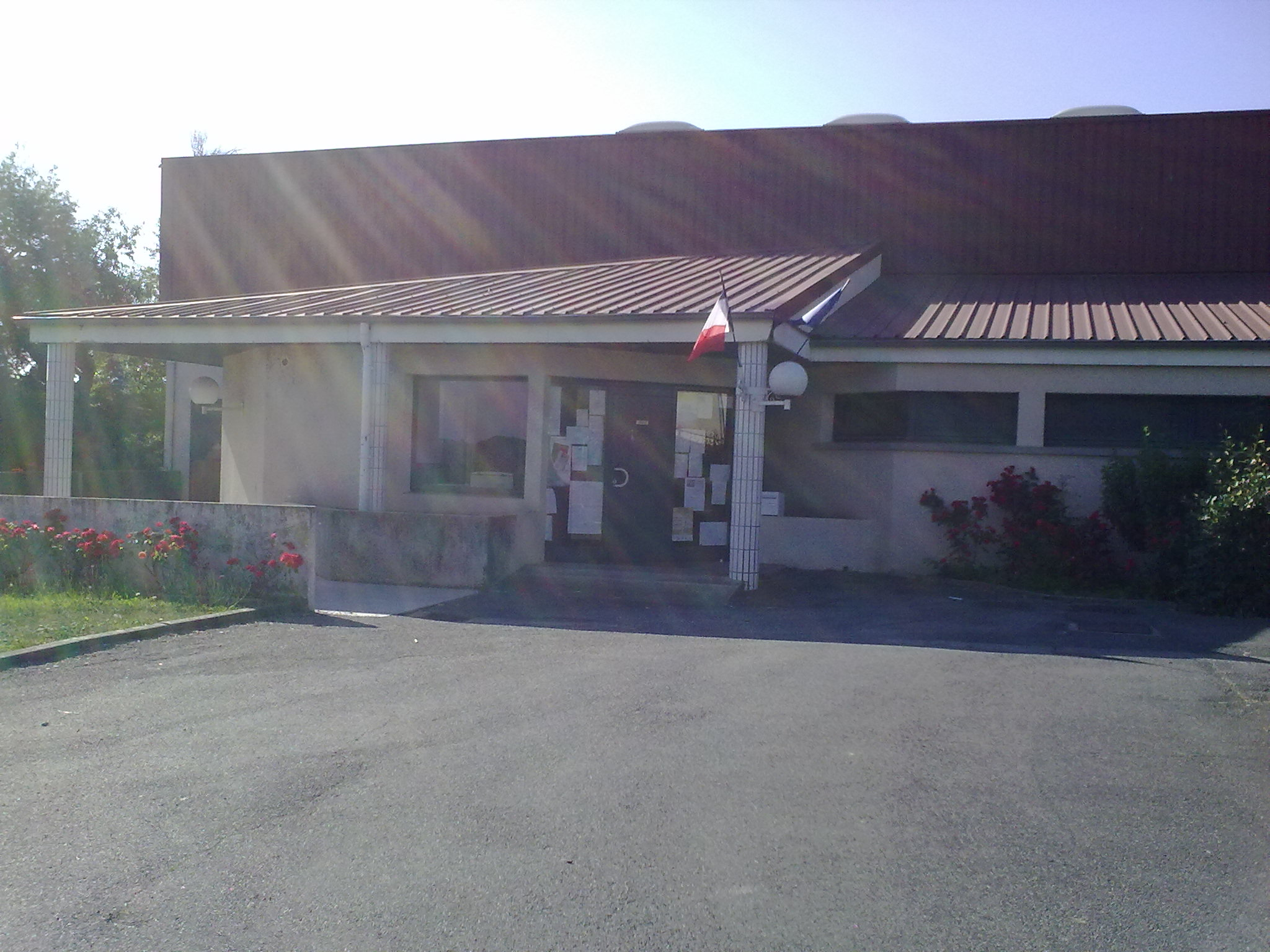
Мэрия
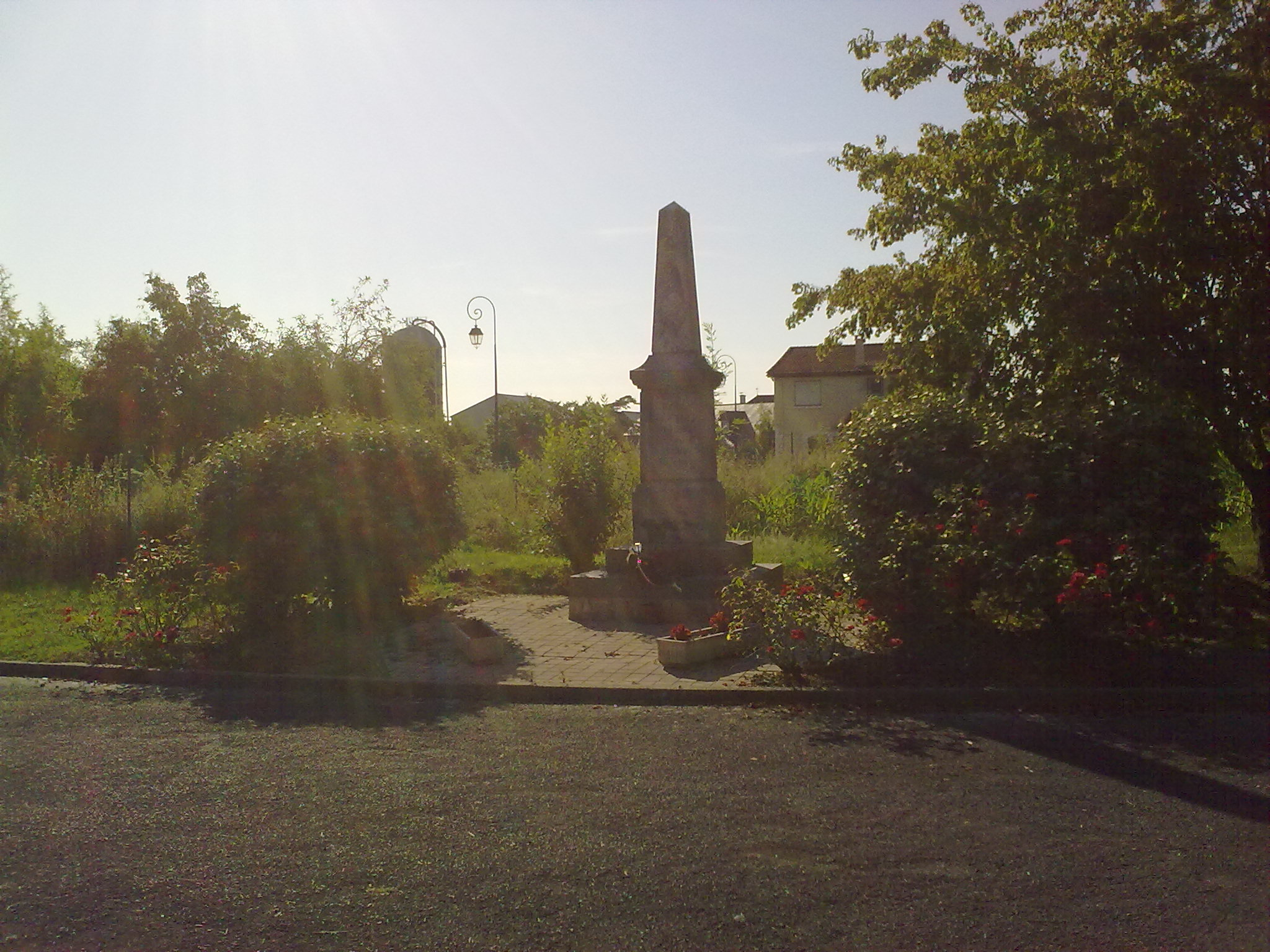
Военный мемориал